# The Skeptic Encyclopedia of Pseudocience
The Skeptic Encyclopedia of Pseudocience es una colección de artículos en dos volúmenes que discuten los hallazgos científicos de la Skeptics Society de las investigaciones sobre afirmaciones pseudocientíficas y sobrenaturales. El editor, Michael Shermer, director de la Skeptics Society, ha compilado artículos publicados originalmente en la revista Skeptic con algunas descripciones conceptuales y documentos históricos para crear esta enciclopedia. Fue publicado por ABC-CLIO en 2002.

## Resumen
Este trabajo de dos volúmenes proporciona una amplia introducción a las afirmaciones pseudocientíficas más destacadas hechas en nombre de la ciencia. Cubriendo lo popular, lo académico y lo extraño, la enciclopedia incluye temas desde abducciones extraterrestres hasta el Triángulo de las Bermudas, círculos en las cosechas, Feng Shui y experiencias cercanas a la muerte.
Está organizado en cinco secciones :
El primero se titula 'Conceptos pseudocientíficos importantes', que es una sección ordenada alfabéticamente de 59 análisis de temas realizados por científicos e investigadores, que exploran la medicina alternativa, la astrología, el análisis de la escritura, la hipnosis, la reencarnación, las sesiones espiritistas, el espiritualismo, los ovnis, la brujería, etc.
La segunda sección es 'Investigaciones de la revista Skeptic' que, como sugiere, son análisis más profundos de temas seleccionados, basados en 23 investigaciones de la revista. Más en profundidad que la sección anterior, incluye lo que Shermer denomina "... varias piezas críticas sobre la pseudociencia que se encuentran a menudo en psicología y psicoterapia".
La tercera parte contiene estudios de casos: trece análisis en profundidad de estudios específicos realizados originalmente para la revista Skeptic y utilizados como parte de los fenómenos más amplios que se están investigando. Por ejemplo, tres artículos están dedicados a la terapia de la memoria recuperada y al síndrome de la memoria falsa. Uno es desde la perspectiva de un psiquiatra, uno desde la perspectiva de un paciente y otro desde la perspectiva de un padre. Los temas de los estudios de caso van desde los 'psíquicos' policiales hasta los ' médicos intuitivos de Carolyn Myss. El objetivo es brindar al lector un análisis completo de un tema. De hecho, en la introducción al libro, Shermer dice que espera que esta sección pueda ser utilizada por estudiantes, periodistas y profesionales de la ciencia como recurso para realizar investigaciones de antecedentes.
En la cuarta parte, hay 12 artículos publicados originalmente en Skeptic descritos como un "debate entre expertos", sobre temas como "memes" y "psicología evolutiva ". Shermer afirma que esta es "... la sección más original jamás compilada en una enciclopedia en forma de un debate" a favor y en contra "entre expertos, lo que permite a los lectores juzgar por sí mismos al escuchar ambos lados de un problema".
La quinta parte se titula 'Documentos históricos' e incluye cinco obras clásicas en la historia de la ciencia y la pseudociencia, como el discurso que William Jennings Bryan nunca pronunció en el juicio de Scopes, y la primera investigación científica y escéptica de un fenómeno paranormal / espiritual (mesmerismo) de Benjamin Franklin y Antoine Lavoisier.